# Marathon van Osaka 1989
De marathon van Osaka 1989 werd gelopen op zondag 29 januari 1989. Het was de 8e editie van de marathon van Osaka. Alleen vrouwelijke elitelopers mochten aan de wedstrijd deelnemen. De Nieuw-Zeelandse Lorraine Moller kwam als eerste over de streep in 2:30.21.

## Uitslagen
| rang   | naam                 | land | tijd    |
| ------ | -------------------- | ---- | ------- |
| Goud   | Lorraine Moller      | NZL  | 2:30.21 |
| Zilver | Renata Kokowska      | POL  | 2:31.19 |
| Brons  | Gabriela Wolf        | GER  | 2:31.45 |
| 4      | Kazue Kojima         | JPN  | 2:34.56 |
| 5      | Raisa Smekhnova      | URS  | 2:35.04 |
| 6      | Daniele Kaber        | LUX  | 2:35.19 |
| 7      | Jutta Karsch         | GER  | 2:38.07 |
| 8      | Anna-Isabel Holtkamp | GER  | 2:38.09 |
| 9      | Yoshiko Yamamoto     | JPN  | 2:38.10 |
| 10     | Hiromi Hayashi       | JPN  | 2:40.19 |
| 11     | Agnes Sipka          | HUN  | 2:42.38 |
| 12     | Chisato Tazuke       | JPN  | 2:42.48 |
| 13     | Shinobu Kurosaki     | JPN  | 2:44.11 |
| 14     | Rei Nakamura         | JPN  | 2:44.28 |
| 15     | Megumi Kawauchi      | JPN  | 2:45.08 |
| 16     | Gillian Horovitz     | ENG  | 2:45.13 |
| 17     | Junko Kawakami       | JPN  | 2:45.25 |
| 18     | Reiko Hirosawa       | JPN  | 2:46.59 |
| 19     | Coral Farr           | AUS  | 2:48.06 |
| 20     | Chieko Ishizaki      | JPN  | 2:48.08 |
| 21     | Mayumi Nagamori      | JPN  | 2:48.19 |
| 22     | Mari Tanigawa        | JPN  | 2:49.02 |
| 23     | Masako Matsumura     | JPN  | 2:49.58 |

1982 ·
1983 ·
1984 ·
1985 ·
1986 ·
1987 ·
1988 ·
1989 ·
1990 ·
1991 ·
1992 ·
1993 ·
1994 ·
1995 ·
1996 ·
1997 ·
1998 ·
1999 ·
2000 ·
2001 ·
2002 ·
2003 ·
2004 ·
2005 ·
2006 ·
2007 ·
2008 ·
2009 ·
2010 ·
2011 · 
2012 ·
2013 ·
2014 ·
2015 ·
2016 ·
2017